# Tour de Yorkshire 2019
Le Tour de Yorkshire 2019 est la 5e édition de cette course cycliste sur route. Il aura eu lieu du 2 septembre au 5 septembre 2019. Il fait partie du calendrier UCI Europe Tour 2019 en catégorie 2.HC. C'est la première fois que cette course entre dans cette catégorie, la plus élevée pour une course par étapes de l'UCI.

## Présentation

### Parcours
Le programme de la course est annoncé le 7 décembre 2018 et comporte 4 étapes pour un total de 617,5 kilomètres. Les organisateurs espèrent un niveau de participation élevé, du fait des championnats du monde de cyclisme sur route 2019 qui se déroulent dans la région quelques mois plus tard, et pour lesquels les concurrents pourraient profiter du Tour de Yorkshire pour se faire une idée des routes à venir, en particulier à Harrogate.

### Équipes
| WorldTeams (4)- CCC Team - Ineos - Katusha-Alpecin - Dimension Data Équipes continentales professionnelles (7)- Euskadi Basque Country-Murias - Hagens Berman Axeon - Roompot-Charles - Rally UHC Cycling - Riwal Readynez - Vital Concept-B&B Hotels - Total Direct Énergie Équipes continentales (6)- Canyon DHB p/b Bloor Homes - Madison Genesis - Ribble Pro Cycling - Vitus Pro Cycling - SwiftCarbon Pro Cycling - Team Wiggins Le Col Équipe nationale- Grande-Bretagne |
| |

## Étapes
| Étape     | Date  | Villes étapes             | type            | Distance (km) | Vainqueur d'étape | Leader du classement général |
| --------- | ----- | ------------------------- | --------------- | ------------- | ----------------- | ---------------------------- |
| 1re étape | 2 mai | Doncaster – Selby         | étape de plaine | 178,5         | Jesper Asselman   | Jesper Asselman              |
| 2e étape  | 3 mai | Barnsley – Bedale         | étape de plaine | 132           | Rick Zabel        | Jesper Asselman              |
| 3e étape  | 4 mai | Bridlington – Scarborough | étape vallonnée | 132           | Alexander Kamp    | Christopher Lawless          |
| 4e étape  | 5 mai | Halifax – Leeds           | étape vallonnée | 175           | Greg Van Avermaet | Christopher Lawless          |

## Déroulement de la course

### 1reétape
| \| Classement de l'étape \| Classement de l'étape \| Classement de l'étape \| Classement de l'étape \| Classement de l'étape \| \| Coureur \| Coureur \| Pays \| Équipe \| Temps \| \| --------------------- \| --------------------- \| --------------------- \| ----------------------------- \| --------------------- \| \| 1er \| Jesper Asselman \| Pays-Bas \| Roompot-Charles \| 4 h 05 min 45 s \| \| 2e \| Filippo Fortin \| Italie \| Cofidis, Solutions Crédits \| + 0 s \| \| 3e \| Jonas Van Genechten \| Belgique \| Vital Concept-B&B Hotels \| + 0 s \| \| 4e \| Boy van Poppel \| Pays-Bas \| Roompot-Charles \| + 0 s \| \| 5e \| Gabriel Cullaigh \| Royaume-Uni \| Team Wiggins Le Col \| + 0 s \| \| 6e \| Ethan Hayter \| Royaume-Uni \| Grande-Bretagne \| + 0 s \| \| 7e \| Cyril Barthe \| France \| Euskadi Basque Country-Murias \| + 0 s \| \| 8e \| Mark Cavendish \| Royaume-Uni \| Dimension Data \| + 0 s \| \| 9e \| Christopher Lawless \| Royaume-Uni \| Team Ineos \| + 0 s \| \| 10e \| Rick Zabel \| Allemagne \| Katusha-Alpecin \| + 0 s \| |                     |             |                               |                 |
| |                     |             |                               |                 |
| Source : ProCyclingStats |                     |             |                               |                 |
| Classement de l'étape |                     |             |                               |                 |
| Coureur | Coureur             | Pays        | Équipe                        | Temps           |
| 1er | Jesper Asselman     | Pays-Bas    | Roompot-Charles               | 4 h 05 min 45 s |
| 2e | Filippo Fortin      | Italie      | Cofidis, Solutions Crédits    | + 0 s           |
| 3e | Jonas Van Genechten | Belgique    | Vital Concept-B&B Hotels      | + 0 s           |
| 4e | Boy van Poppel      | Pays-Bas    | Roompot-Charles               | + 0 s           |
| 5e | Gabriel Cullaigh    | Royaume-Uni | Team Wiggins Le Col           | + 0 s           |
| 6e | Ethan Hayter        | Royaume-Uni | Grande-Bretagne               | + 0 s           |
| 7e | Cyril Barthe        | France      | Euskadi Basque Country-Murias | + 0 s           |
| 8e | Mark Cavendish      | Royaume-Uni | Dimension Data                | + 0 s           |
| 9e | Christopher Lawless | Royaume-Uni | Team Ineos                    | + 0 s           |
| 10e | Rick Zabel          | Allemagne   | Katusha-Alpecin               | + 0 s           |

| \| Classement général \| Classement général \| Classement général \| Classement général \| Classement général \| \| Coureur \| Coureur \| Pays \| Équipe \| Temps \| \| ------------------ \| ------------------- \| ------------------ \| ----------------------------- \| ------------------ \| \| 1er \| Jesper Asselman \| Pays-Bas \| Roompot-Charles \| 4 h 05 min 34 s \| \| 2e \| Filippo Fortin \| Italie \| Cofidis, Solutions Crédits \| + 5 s \| \| 3e \| Jacob Hennessy \| Royaume-Uni \| Canyon DHB p/b Bloor Homes \| + 5 s \| \| 4e \| Jonas Van Genechten \| Belgique \| Vital Concept-B&B Hotels \| + 7 s \| \| 5e \| Kevin Vermaerke \| États-Unis \| Hagens Berman Axeon \| + 7 s \| \| 6e \| Daniel Bigham \| Royaume-Uni \| Ribble Pro Cycling \| + 10 s \| \| 7e \| Boy van Poppel \| Pays-Bas \| Roompot-Charles \| + 11 s \| \| 8e \| Gabriel Cullaigh \| Royaume-Uni \| Team Wiggins Le Col \| + 11 s \| \| 9e \| Ethan Hayter \| Royaume-Uni \| Grande-Bretagne \| + 11 s \| \| 10e \| Cyril Barthe \| France \| Euskadi Basque Country-Murias \| + 11 s \| |                     |             |                               |                 |
| |                     |             |                               |                 |
| Source : ProCyclingStats |                     |             |                               |                 |
| Classement général |                     |             |                               |                 |
| Coureur | Coureur             | Pays        | Équipe                        | Temps           |
| 1er | Jesper Asselman     | Pays-Bas    | Roompot-Charles               | 4 h 05 min 34 s |
| 2e | Filippo Fortin      | Italie      | Cofidis, Solutions Crédits    | + 5 s           |
| 3e | Jacob Hennessy      | Royaume-Uni | Canyon DHB p/b Bloor Homes    | + 5 s           |
| 4e | Jonas Van Genechten | Belgique    | Vital Concept-B&B Hotels      | + 7 s           |
| 5e | Kevin Vermaerke     | États-Unis  | Hagens Berman Axeon           | + 7 s           |
| 6e | Daniel Bigham       | Royaume-Uni | Ribble Pro Cycling            | + 10 s          |
| 7e | Boy van Poppel      | Pays-Bas    | Roompot-Charles               | + 11 s          |
| 8e | Gabriel Cullaigh    | Royaume-Uni | Team Wiggins Le Col           | + 11 s          |
| 9e | Ethan Hayter        | Royaume-Uni | Grande-Bretagne               | + 11 s          |
| 10e | Cyril Barthe        | France      | Euskadi Basque Country-Murias | + 11 s          |

### 2eétape
| \| Classement de l'étape \| Classement de l'étape \| Classement de l'étape \| Classement de l'étape \| Classement de l'étape \| \| Coureur \| Coureur \| Pays \| Équipe \| Temps \| \| --------------------- \| --------------------- \| --------------------- \| ----------------------------- \| --------------------- \| \| 1er \| Rick Zabel \| Allemagne \| Katusha-Alpecin \| 3 h 09 min 16 s \| \| 2e \| Boy van Poppel \| Pays-Bas \| Roompot-Charles \| + 0 s \| \| 3e \| Christopher Lawless \| Royaume-Uni \| Team Ineos \| + 0 s \| \| 4e \| Andrew Tennant \| Royaume-Uni \| Canyon DHB p/b Bloor Homes \| + 0 s \| \| 5e \| Daniel McLay \| Royaume-Uni \| EF Education First \| + 0 s \| \| 6e \| Andreas Stokbro \| Danemark \| Riwal Readynez \| + 0 s \| \| 7e \| Jonas Van Genechten \| Belgique \| Vital Concept-B&B Hotels \| + 0 s \| \| 8e \| Michael Rice \| Australie \| Hagens Berman Axeon \| + 0 s \| \| 9e \| Cyril Barthe \| France \| Euskadi Basque Country-Murias \| + 0 s \| \| 10e \| Connor Swift \| Royaume-Uni \| Madison Genesis \| + 0 s \| |                     |             |                               |                 |
| |                     |             |                               |                 |
| Source : ProCyclingStats |                     |             |                               |                 |
| Classement de l'étape |                     |             |                               |                 |
| Coureur | Coureur             | Pays        | Équipe                        | Temps           |
| 1er | Rick Zabel          | Allemagne   | Katusha-Alpecin               | 3 h 09 min 16 s |
| 2e | Boy van Poppel      | Pays-Bas    | Roompot-Charles               | + 0 s           |
| 3e | Christopher Lawless | Royaume-Uni | Team Ineos                    | + 0 s           |
| 4e | Andrew Tennant      | Royaume-Uni | Canyon DHB p/b Bloor Homes    | + 0 s           |
| 5e | Daniel McLay        | Royaume-Uni | EF Education First            | + 0 s           |
| 6e | Andreas Stokbro     | Danemark    | Riwal Readynez                | + 0 s           |
| 7e | Jonas Van Genechten | Belgique    | Vital Concept-B&B Hotels      | + 0 s           |
| 8e | Michael Rice        | Australie   | Hagens Berman Axeon           | + 0 s           |
| 9e | Cyril Barthe        | France      | Euskadi Basque Country-Murias | + 0 s           |
| 10e | Connor Swift        | Royaume-Uni | Madison Genesis               | + 0 s           |

| \| Classement général \| Classement général \| Classement général \| Classement général \| Classement général \| \| Coureur \| Coureur \| Pays \| Équipe \| Temps \| \| ------------------ \| ------------------- \| ------------------ \| ----------------------------- \| ------------------ \| \| 1er \| Jesper Asselman \| Pays-Bas \| Roompot-Charles \| 7 h 14 min 50 s \| \| 2e \| Rick Zabel \| Allemagne \| Katusha-Alpecin \| + 1 s \| \| 3e \| Boy van Poppel \| Pays-Bas \| Roompot-Charles \| + 5 s \| \| 4e \| Filippo Fortin \| Italie \| Cofidis, Solutions Crédits \| + 5 s \| \| 5e \| Jacob Hennessy \| Royaume-Uni \| Canyon DHB p/b Bloor Homes \| + 5 s \| \| 6e \| Jonas Van Genechten \| Belgique \| Vital Concept-B&B Hotels \| + 7 s \| \| 7e \| Christopher Lawless \| Royaume-Uni \| Team Ineos \| + 7 s \| \| 8e \| Kevin Vermaerke \| États-Unis \| Hagens Berman Axeon \| + 7 s \| \| 9e \| Thomas Stewart \| Royaume-Uni \| Canyon DHB p/b Bloor Homes \| + 7 s \| \| 10e \| Cyril Barthe \| France \| Euskadi Basque Country-Murias \| + 11 s \| |                     |             |                               |                 |
| |                     |             |                               |                 |
| Source : ProCyclingStats |                     |             |                               |                 |
| Classement général |                     |             |                               |                 |
| Coureur | Coureur             | Pays        | Équipe                        | Temps           |
| 1er | Jesper Asselman     | Pays-Bas    | Roompot-Charles               | 7 h 14 min 50 s |
| 2e | Rick Zabel          | Allemagne   | Katusha-Alpecin               | + 1 s           |
| 3e | Boy van Poppel      | Pays-Bas    | Roompot-Charles               | + 5 s           |
| 4e | Filippo Fortin      | Italie      | Cofidis, Solutions Crédits    | + 5 s           |
| 5e | Jacob Hennessy      | Royaume-Uni | Canyon DHB p/b Bloor Homes    | + 5 s           |
| 6e | Jonas Van Genechten | Belgique    | Vital Concept-B&B Hotels      | + 7 s           |
| 7e | Christopher Lawless | Royaume-Uni | Team Ineos                    | + 7 s           |
| 8e | Kevin Vermaerke     | États-Unis  | Hagens Berman Axeon           | + 7 s           |
| 9e | Thomas Stewart      | Royaume-Uni | Canyon DHB p/b Bloor Homes    | + 7 s           |
| 10e | Cyril Barthe        | France      | Euskadi Basque Country-Murias | + 11 s          |

### 3eétape
| \| Classement de l'étape \| Classement de l'étape \| Classement de l'étape \| Classement de l'étape \| Classement de l'étape \| \| Coureur \| Coureur \| Pays \| Équipe \| Temps \| \| --------------------- \| --------------------- \| --------------------- \| -------------------------------- \| --------------------- \| \| 1er \| Alexander Kamp \| Danemark \| Riwal Readynez \| 3 h 23 min 24 s \| \| 2e \| Christopher Lawless \| Royaume-Uni \| Team Ineos \| + 0 s \| \| 3e \| Greg Van Avermaet \| Belgique \| CCC Team \| + 0 s \| \| 4e \| Rasmus Tiller \| Norvège \| Dimension Data \| + 0 s \| \| 5e \| Scott Thwaites \| Royaume-Uni \| Vitus Pro Cycling p/b Brother UK \| + 0 s \| \| 6e \| Owain Doull \| Royaume-Uni \| Team Ineos \| + 0 s \| \| 7e \| Matthew Holmes \| Royaume-Uni \| Madison Genesis \| + 0 s \| \| 8e \| Andreas Stokbro \| Danemark \| Riwal Readynez \| + 0 s \| \| 9e \| Nick van der Lijke \| Pays-Bas \| Roompot-Charles \| + 0 s \| \| 10e \| Jenthe Biermans \| Belgique \| Katusha-Alpecin \| + 0 s \| |                     |             |                                  |                 |
| |                     |             |                                  |                 |
| Source : ProCyclingStats |                     |             |                                  |                 |
| Classement de l'étape |                     |             |                                  |                 |
| Coureur | Coureur             | Pays        | Équipe                           | Temps           |
| 1er | Alexander Kamp      | Danemark    | Riwal Readynez                   | 3 h 23 min 24 s |
| 2e | Christopher Lawless | Royaume-Uni | Team Ineos                       | + 0 s           |
| 3e | Greg Van Avermaet   | Belgique    | CCC Team                         | + 0 s           |
| 4e | Rasmus Tiller       | Norvège     | Dimension Data                   | + 0 s           |
| 5e | Scott Thwaites      | Royaume-Uni | Vitus Pro Cycling p/b Brother UK | + 0 s           |
| 6e | Owain Doull         | Royaume-Uni | Team Ineos                       | + 0 s           |
| 7e | Matthew Holmes      | Royaume-Uni | Madison Genesis                  | + 0 s           |
| 8e | Andreas Stokbro     | Danemark    | Riwal Readynez                   | + 0 s           |
| 9e | Nick van der Lijke  | Pays-Bas    | Roompot-Charles                  | + 0 s           |
| 10e | Jenthe Biermans     | Belgique    | Katusha-Alpecin                  | + 0 s           |

| \| Classement général \| Classement général \| Classement général \| Classement général \| Classement général \| \| Coureur \| Coureur \| Pays \| Équipe \| Temps \| \| ------------------ \| ------------------- \| ------------------ \| -------------------------------- \| ------------------ \| \| 1er \| Christopher Lawless \| Royaume-Uni \| Team Ineos \| 10 h 38 min 15 s \| \| 2e \| Alexander Kamp \| Danemark \| Riwal Readynez \| + 0 s \| \| 3e \| Greg Van Avermaet \| Belgique \| CCC Team \| + 6 s \| \| 4e \| Andreas Stokbro \| Danemark \| Riwal Readynez \| + 10 s \| \| 5e \| Scott Thwaites \| Royaume-Uni \| Vitus Pro Cycling p/b Brother UK \| + 10 s \| \| 6e \| Connor Swift \| Royaume-Uni \| Madison Genesis \| + 10 s \| \| 7e \| Nick van der Lijke \| Pays-Bas \| Roompot-Charles \| + 10 s \| \| 8e \| Owain Doull \| Royaume-Uni \| Team Ineos \| + 10 s \| \| 9e \| Eddie Dunbar \| Irlande \| Team Ineos \| + 10 s \| \| 10e \| Jenthe Biermans \| Belgique \| Katusha-Alpecin \| + 10 s \| |                     |             |                                  |                  |
| |                     |             |                                  |                  |
| Source : ProCyclingStats |                     |             |                                  |                  |
| Classement général |                     |             |                                  |                  |
| Coureur | Coureur             | Pays        | Équipe                           | Temps            |
| 1er | Christopher Lawless | Royaume-Uni | Team Ineos                       | 10 h 38 min 15 s |
| 2e | Alexander Kamp      | Danemark    | Riwal Readynez                   | + 0 s            |
| 3e | Greg Van Avermaet   | Belgique    | CCC Team                         | + 6 s            |
| 4e | Andreas Stokbro     | Danemark    | Riwal Readynez                   | + 10 s           |
| 5e | Scott Thwaites      | Royaume-Uni | Vitus Pro Cycling p/b Brother UK | + 10 s           |
| 6e | Connor Swift        | Royaume-Uni | Madison Genesis                  | + 10 s           |
| 7e | Nick van der Lijke  | Pays-Bas    | Roompot-Charles                  | + 10 s           |
| 8e | Owain Doull         | Royaume-Uni | Team Ineos                       | + 10 s           |
| 9e | Eddie Dunbar        | Irlande     | Team Ineos                       | + 10 s           |
| 10e | Jenthe Biermans     | Belgique    | Katusha-Alpecin                  | + 10 s           |

### 4eétape
| \| Classement de l'étape \| Classement de l'étape \| Classement de l'étape \| Classement de l'étape \| Classement de l'étape \| \| Coureur \| Coureur \| Pays \| Équipe \| Temps \| \| --------------------- \| --------------------- \| --------------------- \| -------------------------------- \| --------------------- \| \| 1er \| Greg Van Avermaet \| Belgique \| CCC Team \| 4 h 40 min 03 s \| \| 2e \| Christopher Lawless \| Royaume-Uni \| Team Ineos \| + 0 s \| \| 3e \| Eddie Dunbar \| Irlande \| Team Ineos \| + 2 s \| \| 4e \| Tom-Jelte Slagter \| Pays-Bas \| Dimension Data \| + 9 s \| \| 5e \| James Shaw \| Royaume-Uni \| SwiftCarbon Pro Cycling \| + 9 s \| \| 6e \| Matthew Holmes \| Royaume-Uni \| Madison Genesis \| + 9 s \| \| 7e \| Alexander Kamp \| Danemark \| Riwal Readynez \| + 9 s \| \| 8e \| Gabriel Cullaigh \| Royaume-Uni \| Team Wiggins Le Col \| + 12 s \| \| 9e \| Jenthe Biermans \| Belgique \| Katusha-Alpecin \| + 12 s \| \| 10e \| Scott Thwaites \| Royaume-Uni \| Vitus Pro Cycling p/b Brother UK \| + 12 s \| |                     |             |                                  |                 |
| |                     |             |                                  |                 |
| |                     |             |                                  |                 |
| Classement de l'étape |                     |             |                                  |                 |
| Coureur | Coureur             | Pays        | Équipe                           | Temps           |
| 1er | Greg Van Avermaet   | Belgique    | CCC Team                         | 4 h 40 min 03 s |
| 2e | Christopher Lawless | Royaume-Uni | Team Ineos                       | + 0 s           |
| 3e | Eddie Dunbar        | Irlande     | Team Ineos                       | + 2 s           |
| 4e | Tom-Jelte Slagter   | Pays-Bas    | Dimension Data                   | + 9 s           |
| 5e | James Shaw          | Royaume-Uni | SwiftCarbon Pro Cycling          | + 9 s           |
| 6e | Matthew Holmes      | Royaume-Uni | Madison Genesis                  | + 9 s           |
| 7e | Alexander Kamp      | Danemark    | Riwal Readynez                   | + 9 s           |
| 8e | Gabriel Cullaigh    | Royaume-Uni | Team Wiggins Le Col              | + 12 s          |
| 9e | Jenthe Biermans     | Belgique    | Katusha-Alpecin                  | + 12 s          |
| 10e | Scott Thwaites      | Royaume-Uni | Vitus Pro Cycling p/b Brother UK | + 12 s          |

## Classements finals

### Classement général final
| \| Classement général \| Classement général \| Classement général \| Classement général \| Classement général \| \| Coureur \| Coureur \| Pays \| Équipe \| Temps \| \| ------------------ \| ------------------- \| ------------------ \| -------------------------------- \| ------------------ \| \| 1er \| Christopher Lawless \| Royaume-Uni \| Team Ineos \| 15 h 18 min 12 s \| \| 2e \| Greg Van Avermaet \| Belgique \| CCC Team \| + 2 s \| \| 3e \| Eddie Dunbar \| Irlande \| Team Ineos \| + 11 s \| \| 4e \| Alexander Kamp \| Danemark \| Riwal Readynez \| + 15 s \| \| 5e \| James Shaw \| Royaume-Uni \| SwiftCarbon Pro Cycling \| + 25 s \| \| 6e \| Matthew Holmes \| Royaume-Uni \| Madison Genesis \| + 25 s \| \| 7e \| Tom-Jelte Slagter \| Pays-Bas \| Dimension Data \| + 25 s \| \| 8e \| Scott Thwaites \| Royaume-Uni \| Vitus Pro Cycling p/b Brother UK \| + 28 s \| \| 9e \| Connor Swift \| Royaume-Uni \| Madison Genesis \| + 28 s \| \| 10e \| Nick van der Lijke \| Pays-Bas \| Roompot-Charles \| + 28 s \| |                     |             |                                  |                  |
| |                     |             |                                  |                  |
| Source : ProCyclingStats |                     |             |                                  |                  |
| Classement général |                     |             |                                  |                  |
| Coureur | Coureur             | Pays        | Équipe                           | Temps            |
| 1er | Christopher Lawless | Royaume-Uni | Team Ineos                       | 15 h 18 min 12 s |
| 2e | Greg Van Avermaet   | Belgique    | CCC Team                         | + 2 s            |
| 3e | Eddie Dunbar        | Irlande     | Team Ineos                       | + 11 s           |
| 4e | Alexander Kamp      | Danemark    | Riwal Readynez                   | + 15 s           |
| 5e | James Shaw          | Royaume-Uni | SwiftCarbon Pro Cycling          | + 25 s           |
| 6e | Matthew Holmes      | Royaume-Uni | Madison Genesis                  | + 25 s           |
| 7e | Tom-Jelte Slagter   | Pays-Bas    | Dimension Data                   | + 25 s           |
| 8e | Scott Thwaites      | Royaume-Uni | Vitus Pro Cycling p/b Brother UK | + 28 s           |
| 9e | Connor Swift        | Royaume-Uni | Madison Genesis                  | + 28 s           |
| 10e | Nick van der Lijke  | Pays-Bas    | Roompot-Charles                  | + 28 s           |

## Évolution des classements
| Étape              | Vainqueur          | Classement général  | Classement de la montagne | Classement par points | Prix de la combativité | Classement par équipes |
| ------------------ | ------------------ | ------------------- | ------------------------- | --------------------- | ---------------------- | ---------------------- |
| 1                  | Jesper Asselman    | Jesper Asselman     | Jacob Hennessy            | Jesper Asselman       | Daniel Bigham          | Roompot-Charles        |
| 2                  | Rick Zabel         | Jesper Asselman     | Jacob Hennessy            | Boy van Poppel        | Jake Scott             | Grande-Bretagne        |
| 3                  | Alexander Kamp     | Christopher Lawless | Robert Scott              | Christopher Lawless   | John Archibald         | Ineos                  |
| 4                  | Greg Van Avermaet  | Christopher Lawless | Arnaud Courteille         | Christopher Lawless   | Lucas Eriksson         | Ineos                  |
| Classements finals | Classements finals | Christopher Lawless | Arnaud Courteille         | Christopher Lawless   | non-décerné            | Ineos                  |